# Vores lykkes fjender
Vores lykkes fjender er en dansk dokumentarfilm fra 2006, der er instrueret af Eva Mulvad efter manuskript af Mohsen Ahmadi og Mohammad Hanif.

## Handling
Malalai Joya er en 28-årig kvinde fra Afghanistan. Filmen følger hendes valgkamp i 2005 op til det første demokratiske parlamentsvalg i Afghanistan i årtier. Omgivet af sikkerhedsvagter forsøger Malalai Joya at udbrede sine politiske holdninger, men det er livsfarligt. Fire gange har hendes modstandere forsøgt at dræbe hende. Malalai Joya er berømt og forhadt. Under et politisk møde i 2003 kritiserede Joya den afghanske overgangsregering og det patriarkalske samfund. Hun blev udvist fra mødet, og siden har hun været en folkehelt; i konstant livsfare.
Filmen er optaget under vanskelige omstændigheder. Den handler om personligt mod, mod til at forandre verden, mod til at gå foran.